# Dierna strigata
Dierna strigata là một loài bướm đêm trong họ Noctuidae.